# قطعنامه ۷۷۰ شورای امنیت
قطعنامه ۷۷۰ شورای امنیت سازمان ملل متحد که در تاریخ ۱۳ اوت ۱۹۹۲ تصویب شد، سندی بین‌المللی دربارهٔ بوسنی و هرزگوین است. این قطعنامه طی نشست ۳۱۰۶ام با ۱۲ رای موافق، ۰ مخالف و ۳ ممتنع تصویب شد.